# Анарії
Анарії (однина анарія), також енареї (однина енарея) були скіфськими жрицями та шаманськими віщунками, які відігравали важливу роль у скіфській релігії. Вони ідентифікували себе як жінки, хоч при народженні їх визначали як чоловіків.

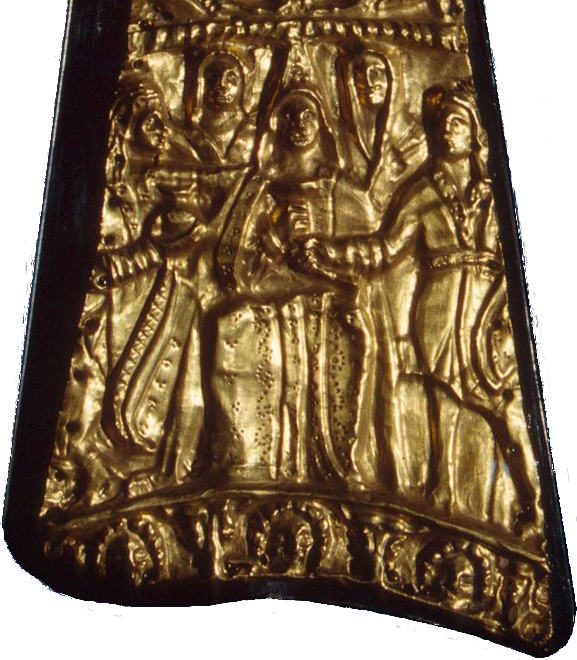
Деталь золотої скіфської тіари, на якій зображена богиня Артімпаса в оточенні жриць. Фігура праворуч, яка тримає ритон, — анарія.

## Назва
Українська назва енарея походить від давньогрецької назви, записаної Геродотом Галікарнаським як Enarees (Εναρεες), що своєю чергою походить від скіфського терміну Anarya, який означає «нечоловічий». Сам термін anarya складався з елементів a-, що означає «не-», і narya, що походить від nar-, що означає «чоловік». 
Псевдо-Гіппократ у давньогрецькій мові більш точно представив ім'я анарій як Anarieis (Αναριεις).

## Релігійна роль
Анарії були пов'язані з оргіастичним культом богині Артимпаси та скіфської успадкованої Змієногої богині в їхніх формах, що перебували під сильним впливом близькосхідних богинь родючості. Обряди Анарій, таким чином, поєднували корінні скіфські релігійні практики шаманського характеру, які були споріднені з подібними практиками корінних сибірських народів, а також практики, імпортовані з левантійських релігій.   

### Ритуали
Анарії використовували канабіс у своїх ритуалах, включаючи як общинні, так і похоронні чи психопомпічні. Таким чином, вони були одними з перших духовних практиків, які використовували канабіс для досягнення змінених станів свідомості. Це означає, що існував давній зв'язок між гендерно-неконформними духовними практикантами та вживанням речовин, що змінюють свідомість. 
Анарії брали участь у скіфських похоронних ритуалах, які включали шаманські практики. Після поховання померлого вони ритуально очищали себе парою коноплі, що підтверджено археологічно в гробницях саків із Сибіру, які містили триноги, жаровні, шкури та деревне вугілля із залишками листя та плодів коноплі, причому в одному з поховань Пазирик знаходився горщик, всередині якого були плоди коноплі, а також мідна кадильниця, якою палили коноплі. 

### Ворожіння
Анарії також діяли як провидиці та виконували особливу форму ворожіння, використовуючи внутрішню кору липи, на відміну від методів традиційних скіфських віщунів, які використовували вербові лози.  Метод ворожіння анарій полягав у розрізанні внутрішньої кори липи на три частини, заплітанні та розплітанні цих шматочків навколо пальців задля отримання відповідей.  
Особливо зверталися до анарій, коли цар скіфів був хворий  , що, на думку самих скіфів, було спричинено фальшивою клятвою, даною біля царського вогнища.  Після того, як анарія ідентифікувала підозрюваного, який склав фальшиву клятву, згаданий підозрюваний зазвичай заявляв, що він невинний. Якщо анарія підтримувала звинувачення, то консультувалася ще з шістьма віщунами, і якщо вони підтримували початкове звинувачення, підозрюваного страчували шляхом обезголовлення. Якщо додаткові віщуни оголошували підозрюваного невинним, процес консультації з більшою кількістю віщунів повторювався. 
Якщо всі віщуни визнавали обвинуваченого винним, винного страчували через обезголовлення, а його майно ділили між тими анаріями, які визнали його винним. 
Якщо більшість віщунів все ж оголошувала підозрюваного невинним, перших обвинувачів страчували, садячи у запряжений волами віз, наповнений хмизом, який підпалювали, щоб він згодом згорів разом із волами та опальними віщунами. Усі сини цих анаріїв також були вбиті, але їхні дочки були залишені живими.  

### Регалії
Як і всі стародавні священники, анарії відрізнялися від звичайних смертних своїм одягом , поведінкою та священними ритуалами. Тому, окрім жіночого одягу, анарії могли також носити додаткові регалії, такі як барабани, що використовувалися в шаманських ритуалах, і головні убори з рогами, схожі на ті, що були знайдені в похованнях коней сак, а також на ті, які носили до нашого часу сибірські шамани. 
Скіпетри, увінчані ошатним наконечником жердин, які були виявлені по всьому степу від Монголії до Великої Угорської рівнини, також використовувалися анаріями як символи влади: ці наконечники часто включали брязкальця, а найдавніші з них датуються 8 століттям до н. е., походять з Туви та Мінусинської улоговини, і увінчані оленем або козлом, що стоять, з'єднавши ноги, ніби сидячи на скелястому узвишші. Новіші наконечники мають складніший дизайн, як, наприклад, знайдений в Олександропільському кургані, який має форму богині з руками на стегнах, і ще один з того ж кургану у формі грифона в рамі, з якої висять два дзвони, і третій з того самого кургану, який розколюється на три гілки, на кожній з яких зображений хижий птах із дзвіночком у дзьобі. Брязкіт і дзвін скіпетрів вважався закликом присутніх до початку обряду. 

## Андрогінність
Анарії належали до наймогутнішої скіфської аристократії. Вони народжувалися з чоловічою біологічною статтю, але носили жіночий одяг , виконували жіночу роботу, розмовляли як жінки . Скіфи вважали, що вони за своєю суттю відрізняються від чоловіків, і що їх андрогінність має божественне походження. Згідно з корінними скіфськими шаманськими традиціями, анарії вважалися «перетвореними» шаманами, які змінили свою стать, що характеризувало їх як наймогутніших шаманів, через що вони вселяли страх і, відповідно, отримували особливу повагу в скіфському суспільстві. Скіфи також приписували їхню андрогінність «жіночій хворобі», що спричиняє статеву імпотенцію. 
Артімпаса та Змієнога богиня, до чиїх культів належали анарії, самі були андрогінними богинями: вважалося, що Артімпаса має силу перетворювати чоловіків на жінок;  тоді як Змієногу Богиню часто зображували з бородою. 

### Середньоазіатське походження
Інститут анарій міг виникнути під впливом давніх традицій поклоніння богиням та шаманізму, які практикували народи євразійського степу з часів палеоліту. Подібно до анарій, ці шаманські традиції використовували канабіс та інші галюциногенні речовини для досягнення зміненого та екстатичного стану розуму.  Подібні традиції «шаманізму зі зміною статі», згідно з якими люди, народжені з чоловічою біологічною статтю, отримують силу пророцтва та стають релігійними діячками, одержимими духами, відмовляючись від своєї маскулінності, збереглися до нашого часу серед корінних жителів Сибіру. 
Пізніше давньогрецький Псевдо-Гіппократ неправильно приписав андрогінність анарій звичаю скіфів їздити верхи та носити штани.  

### Західноазійські впливи
У VII столітті до нашої ери скіфи проникли в Західну Азію, і в цей час на скіфську релігію вплинули релігії народів Родючого півмісяця. Скіфи вважали, що андрогінність анарій виникла в цей період через прокляття богинею Артімпасою тих, хто пограбував храм богині Астарти в Аскалоні, яка сама була андрогінною богинею рослинності й родючості. Вона, як вважалося, мала здатність перетворювати чоловіків на жінок, а жінок на чоловіків, і з нею скіфи ототожнювали свою власну богиню Артімпасу. Накладене прокляття було спадковим і успадковувалося нащадками винуватців пограбування. Гендерно-неконформна андрогінність анарій, таким чином, є аналогічною до левантійського культу небесної богині Астарти.  
Анарії поєднували в собі риси як «трансформованих» шаманів степових народів, так і гендерно-неконформних жриць західноазійських Великих Богинь, таких як жриць келабім Астарти, жриць галлі Кубелеї та жриць мегабізой Артеміди. 

### Спадковість
Враховуючи спадкову природу анарій та віру в те, що прокляття Астарти вплинуло на грабіжників її святині в Аскалоні, а також на їхніх нащадків, анарії, схоже, проживали своє раннє життя як чоловіки, а їхня гендерна трансформація відбулася пізніше у їхньому житті — після того, як вони дізнавалися про свою імпотенцію.  

### Сексуальність
Невідомо, чи практикували анарії ритуальну кастрацію, чи просто утримувалися від гетеросексуальних статевих зв'язків. При цьому, вони не дотримувалися целібату. Писання Псевдо-Гіппократа про них припускають, що вони також виконували приймальну роль під час анального сексу з чоловіками. 

## Подальше читання
- Ballabriga, Alain (1986). Les eunuques Scythes et leurs femmes [Stérilité des femmes et impuissance des hommes en Scythie selon le traité hippocratique des airs]. Mètis: Anthropologie des mondes grecs anciens. 1 (1): 121—138. doi:10.3406/metis.1986.867.
- Davis-Kimball, Jeannine (1999). «Priestesses, Enarees, and Other Statuses Among Indo-Iranian Peoples.» In: Proceedings of the Tenth Annual UCLA Indo-European Conference: Los Angeles, May 21-23, 1998. Journal of Indo-European Studies Monograph Series number 32, edited by Karlene Jones-Bley, Martin E. Huld, Angela Della Volpe, and Miriam Robbins Dexter, 231—259. Washington, D.C.: Institute or the Study of Man.
- Dumézil, Georges (1946). Les « énarées » Scythiques et La Grossesse Du Narte Hamyc. Latomus (French) . 5 (3/4): 249—55. JSTOR 41516541. Accessed 21 Jan. 2023.
- «The Hippocratic Airs, Waters, Places on Cross-Dressing Eunuchs: „Natural“ yet also „Divine“». In: Lieber, Elinor. Sex and Difference in Ancient Greece and Rome. Edinburgh: Edinburgh University Press, 2003. pp. 351—369. doi:10.1515/9781474468541-025
- «Scythian Priests and Siberian Shamans». In: Lincoln, Bruce. Apples and Oranges: Explorations In, On, and With Comparison. Chicago: University of Chicago Press, 2018. pp. 96-110. doi:10.7208/9780226564104-010.